# Kanton Sainte-Fortunade
Der Kanton Sainte-Fortunade ist ein französischer Kanton im Département Corrèze und in der Region Nouvelle-Aquitaine. Er umfasst 20 Gemeinden im Arrondissement Tulle. Bei der landesweiten Neuordnung der französischen Kantone wurde er 2015 neu geschaffen mit Sainte-Fortunade als Hauptort (frz.: bureau centralisateur).

## Gemeinden
Der Kanton besteht aus 20 Gemeinden mit insgesamt 10.500 Einwohnern (Stand: 1. Januar 2022) auf einer Gesamtfläche von 343,56 km²:
| Gemeinde                   | Einwohner 1. Januar 2022 | Fläche km² | Dichte Einw./km² | Code INSEE | Postleitzahl |
| -------------------------- | ------------------------ | ---------- | ---------------- | ---------- | ------------ |
| Champagnac-la-Prune        | 150                      | 13,27      | 11               | 19040      | 19320        |
| Chanac-les-Mines           | 421                      | 13,26      | 32               | 19041      | 19150        |
| Clergoux                   | 411                      | 16,11      | 26               | 19056      | 19320        |
| Cornil                     | 1.283                    | 19,66      | 65               | 19061      | 19150        |
| Espagnac                   | 381                      | 23,63      | 16               | 19075      | 19150        |
| Eyrein                     | 510                      | 26,39      | 19               | 19081      | 19800        |
| Gros-Chastang              | 184                      | 13,37      | 14               | 19089      | 19320        |
| Gumond                     | 99                       | 9,87       | 10               | 19090      | 19320        |
| La Roche-Canillac          | 127                      | 3,02       | 42               | 19174      | 19320        |
| Ladignac-sur-Rondelles     | 405                      | 10,18      | 40               | 19096      | 19150        |
| Lagarde-Marc-la-Tour       | 935                      | 28,14      | 33               | 19098      | 19150        |
| Laguenne-sur-Avalouze      | 1.565                    | 12,15      | 129              | 19101      | 19150        |
| Le Chastang                | 348                      | 7,87       | 44               | 19048      | 19190        |
| Pandrignes                 | 167                      | 8,45       | 20               | 19158      | 19150        |
| Sainte-Fortunade           | 1.793                    | 38,31      | 47               | 19203      | 19490        |
| Saint-Martial-de-Gimel     | 485                      | 24,04      | 20               | 19220      | 19150        |
| Saint-Martin-la-Méanne     | 345                      | 27,70      | 12               | 19222      | 19320        |
| Saint-Pardoux-la-Croisille | 175                      | 16,36      | 11               | 19231      | 19320        |
| Saint-Paul                 | 237                      | 14,10      | 17               | 19235      | 19150        |
| Saint-Priest-de-Gimel      | 479                      | 17,68      | 27               | 19236      | 19800        |
| Kanton Sainte-Fortunade    | 10.500                   | 343,56     | 31               | 1914       | –            |

## Veränderungen im Gemeindebestand seit der landesweiten Neuordnung der Kantone
2019:
- Fusion Lagarde-Enval und Marc-la-Tour → Lagarde-Marc-la-Tour
- Fusion Laguenne und Saint-Bonnet-Avalouze → Laguenne-sur-Avalouze

2017: 
- Fusion Argentat (Kanton Argentat) und Saint-Bazile-de-la-Roche → Argentat-sur-Dordogne

## Politik
| Vertreter im Departementrat | Vertreter im Departementrat                | Vertreter im Departementrat |
| Amtszeit                    | Namen                                      | Partei                      |
| --------------------------- | ------------------------------------------ | --------------------------- |
| 2015–                       | Roger Chassagnard Stéphanie Vallée-Prévôté | PS                          |